# Luis Téllez-Girón y Fernández de Córdoba
Luis María Téllez-Girón y Fernández de Córdoba (Madrid, 3 de marzo de 1870-Madrid, 1 de abril de 1909) fue un noble y político español, grande de España.

## Biografía
Nacido en Madrid el 3 de marzo de 1870.
Elegido diputado en las Cortes de la Restauración en las elecciones de 1896 por el distrito electoral de Talavera de la Reina con 6438 votos, ocupó el escaño hasta 1898. Académico correspondiente de la Real Academia de la Historia, ostentó el título nobiliario de xiv duque de Osuna (con Grandeza de España), además de los de xii duque de Uceda, xviii conde de Ureña y xvi marqués de Villena.
 Falleció en su ciudad natal el 1 de abril de 1909.